# Mistrovství Československa v atletice 1966
Mistrovství Československa mužů a žen v atletice 1966 v kategoriích mužů a žen se konalo 6. srpna a 7. srpna v Třinci. 

## Medailisté

### Muži
| Soutěž                           | Zlato                                                                         | Stříbro                                                                           | Bronz                                                                |
| 100 m                            | Herbert Bende 10.6                                                            | Juraj Demeč 10.6                                                                  | Petr Utěkal 10.6                                                     |
| 200 m                            | Ladislav Kříž 21.6                                                            | Jiří Kynos 21.6                                                                   | Luděk Bohman 21.7                                                    |
| 400 m                            | Josef Trousil 47.8                                                            | Jaromír Haisl 47.9                                                                | Josef Hegyes 48.1                                                    |
| 800 m                            | Tomáš Jungwirth 1:47.8                                                        | Pavel Pěnkava 1:48.4                                                              | Petr Bláha 1:48.8                                                    |
| 1500 m                           | Josef Odložil 3:44.4                                                          | Stanislav Hoffman 3:46.5                                                          | Miroslav Jůza 3:51.0                                                 |
| 5000 m                           | Jiří Stehlík 14:23.2                                                          | Stanislav Petr 14:26.6                                                            | Vladimír Balšánek 14:34.2                                            |
| 10 000 m                         | Josef Tomáš 29:56.2                                                           | Milan Mader 30:00.8                                                               | Vladimír Balšánek 30:04.0                                            |
| 110 m př.                        | Milan Čečman 14.0                                                             | Jiří Černošek 14.9                                                                | Tomislav Němčanský 15.0                                              |
| 200 m př.                        | Arpád Kovács 24.2                                                             | Jiří Černošek 24                                                                  | Jan Buřval 24.7                                                      |
| 400 m př.                        | Miroslav Hruš 52.2                                                            | František Mandlík52.9                                                             | Rudolf Sosík 53.4                                                    |
| 3000 m př.                       | Petr Holas 8:50.0                                                             | Stanislav Chodora 8:51.4                                                          | Bohumír Zháňal 8:57.6                                                |
| 4 × 100 m                        | Jaroslav Vébr Herbert Bende Jiří Kynos Vladimír Uhlíř Dukla Praha 40.9        | Petr Utěkal Miroslav Hutter Miloslav Mikyna Juraj Demeč Slavia VŠ Praha 41.1      | Luděk Bohman Jiří Ryba Lubomír Němec Vašíček Slavia Praha 42.8       |
| 4 × 400 m                        | Jiří Stejskal Josef Hegyes Jaromír Haisl Josef Trousil Slavia VŠ Praha 3:10.2 | Miroslav Hruš František Ortman Oldřich Hozák Miroslav Šťastný Sparta Praha 3:14.8 | Emil Vácha Pavel Vitouš Pavel Pěnkava Miroslav Veruk RH Praha 3:15.5 |
| Skok do výšky                    | Jan Veselý 206                                                                | Rudolf Baudis 206                                                                 | Milan Haranta 203                                                    |
| Skok o tyči                      | Rudolf Tomášek 485                                                            | František Taftl 480                                                               | Pavel Jindra 470                                                     |
| Skok daleký                      | Miroslav Hutter 739                                                           | Pavel Kilián 727                                                                  | Jan Broda 724                                                        |
| Trojskok                         | Peter Nemšovský 16.29                                                         | František Křupala 15.42                                                           | Jan Broda 15.38                                                      |
| Vrh koulí                        | Jiří Skobla 17.68                                                             | Jaroslav Šmíd 17.43                                                               | František Žemba 16.81                                                |
| Hod diskem                       | Ludvík Daněk 59.50                                                            | Jiří Žemba 54.72                                                                  | Jaroslav Vidrna 52.60                                                |
| Hod kladivem                     | Josef Matoušek 62.90                                                          | Karel Kunst 62.88                                                                 | Jaroslav Řehan 61.64                                                 |
| Hod oštěpem                      | Miloš Vojtek 75.66                                                            | Josef Dušátko 72.54                                                               | Ondrej Hunčík 69.90                                                  |
| 20 km chůze                      | Alexander Bílek 1:32:53.2                                                     | Vilém Švajda 1:34:28.0                                                            | Jaroslav Fiala 1:35:32.0                                             |
| Desetiboj Litvínov 30.–31.7.1966 | Vladimír Novotný 6682 bodů                                                    | Jiří Čechák 6319 bodů                                                             | František Neckář 6299 bodů                                           |

### Ženy
| Soutěž                         | Zlato                                                                                   | Stříbro                                                                           | Bronz                                                                        |
| 100 m                          | Eva Lehocká 11.7                                                                        | Jana Šmerdová 11.9                                                                | Eva Kucmanová 12.0                                                           |
| 200 m                          | Eva Lehocká 24.1                                                                        | Anna Chmelková 24.5                                                               | Libuše Eichlerová 25.0                                                       |
| 400 m                          | Anna Chmelková 54.3                                                                     | Libuše Eichlerová 56.0                                                            | Anna Majtánová 57.3                                                          |
| 800 m                          | Jaroslava Jehličková 2:09.0                                                             | Marie Ingrová 2:09.0                                                              | Dobroslava Žáková 2:09.9                                                     |
| 80 m př.                       | Alena Hiltscherová 10.8                                                                 | Vlasta Přikrylová 10.9                                                            | Anna Zábršová 11.0                                                           |
| 4 × 100 m                      | Zuzana Teichmanová Alena Hiltscherová Libuše Eichlerová Vlasta Přikrylová RH Praha 46.2 | Olga Klasová Anna Chmelková Eva Kucmanová Eva Lehocká Slávia SVŠT Bratislava 46.3 | Alena Kalodová Jitka Krchová Eva Putnová Jana Šmerdová Spartak Brno ZJŠ 47.8 |
| Skok do výšky                  | Mária Faithová 177                                                                      | Radmila Hušková 170                                                               | Věra Bernardová 166                                                          |
| Skok daleký                    | Eva Kucmanová 620                                                                       | Olga Fomenková 603                                                                | Vlasta Přikrylová 597                                                        |
| Vrh koulí                      | Ludmila Duchoňová-Jamborová 15.38                                                       | Milada Hebrová 14.41                                                              | Milena Fraňková 14.29                                                        |
| Hod diskem                     | Jiřina Němcová 53.32                                                                    | Štěpánka Mertová 51.04                                                            | Marie Šimánková 50.30                                                        |
| Hod oštěpem                    | Vlasta Hornychová-Hrbková 51.38                                                         | Zdeňka Jílková 45.26                                                              | Vlasta Tonová 42.80                                                          |
| Pětiboj Litvínov 30.–31.7.1966 | Olga Fomenková 4415 bodů                                                                | Jitka Potrebuješová 4251 bodů                                                     | Anna Majtánová 3955 bodů                                                     |